# Lundstrålskinn
Lundstrålskinn (Phanerochaete tuberculata) är en svampart som först beskrevs av Petter Adolf Karsten, och fick sitt nu gällande namn av Erast Parmasto 1968. Lundstrålskinn ingår i släktet Phanerochaete och familjen Phanerochaetaceae. Arten är reproducerande i Sverige. Inga underarter finns listade i Catalogue of Life.